# Plecturocebus olallae
Plecturocebus olallae is een zoogdier uit de familie van de sakiachtigen (Pitheciidae). De wetenschappelijke naam van de soort werd voor het eerst geldig gepubliceerd door Einar Lönnberg in 1939.

## Voorkomen
De soort komt voor in Bolivia.